# Avatar: The Last Airbender (quadrinhos)

logo da serie Avatar, a Lenda de Aang, da Nickelodeon

Os quadrinhos de Avatar: The Last Airbender são uma continuação da série de televisão animada que foi ao ar no canal Nickelodeon, Avatar: The Last Airbender, criada por Michael Dante DiMartino e Bryan Konietzko. A coleção de histórias inclui The Lost Adventures (As Aventuras Perdidas), publicadas entre 2005 e 2011 e ambientadas entre episódios da animação; e as trilogias em quadrinhos, publicadas desde 2012 e ambientadas alguns anos após a série original. Uma série de quadrinhos relacionada, que se passa setenta anos depois, The Legend of Korra, começou a ser publicada em 2017.

## Histórias curtas

### Edições da Free Comic Book Day
Desde 2011, houve quatro histórias em quadrinhos curtas de Avatar: The Last Airbender ou de The Legend of Korra na revista Free Comic Book Day, oferecidas pela Dark Horse Comics.
| Título    | Data              | História                     | Arte               | Cores           | Edição da FCBD                                                    |
| --------- | ----------------- | ---------------------------- | ------------------ | --------------- | ----------------------------------------------------------------- |
| "Relics"  | 7 de maio de 2011 | Johane Matte Joshua Hamilton | Johane Matte       | Hye Jung Kim    | Avatar: The Last Airbender / Star Wars: The Clone Wars            |
| "Rebound" | 4 de maio de 2013 | Gene Luen Yang               | Ryan Hill          | Ryan Hill       | Star Wars / Captain Midnight / Avatar: The Last Airbender         |
| "Shells"  | 3 de maio de 2014 | Gene Luen Yang               | Faith Erin Hicks   | Cris Peter      | Avatar: The Last Airbender / Itty Bitty Hellboy / Juice Squeezers |
| "Sisters" | 2 de maio de 2015 | Gene Luen Yang               | Carla Speed McNeil | Jenn Manley Lee | Avatar: The Last Airbender / Plants vs. Zombies / Bandette        |

### The Lost Adventures
A série de quadrinhos Avatar: The Last Airbender – The Lost Adventures é uma coleção de histórias previamente publicadas através da Nickelodeon Magazine e dos volumes da coleção de DVDs de Avatar: The Last Airbender entre 2005 e 2011. Ela também inclui a história "Relics", de uma edição da Free Comic Book Day. Publicada em 15 de junho de 2011, é uma antologia que inclui 28 histórias por diversos roteiristas e desenhistas, muitos dos quais trabalharam na animação original.

### Team Avatar Tales
O livro Avatar: The Last Airbender – Team Avatar Tales é a segunda antologia, que reúne histórias entre 2013 e 2015 Free Comic Book Day, juntamente de histórias inéditas. O livro tem publicação marcada para 2 de outubro de 2019. Os criadores incluem Gene Luen Yang, Dave Scheidt, Sara Goetter, Ron Koertge, Kiku Hughes, Faith Erin Hicks, Ryan Hill, Carla Speed McNeil, Johane Matte, e Sara DuVall.

## Trilogias em quadrinhos
Uma série de trilogias em quadrinhos publicadas pela Dark Horse Comics servem como uma continuação da série de televisão Avatar: The Last Airbender. As primeiras cinco histórias são escritas por Gene Luen Yang e desenhadas pela equipe de artistas Gurihiru. Em dezembro de 2018, Faith Erin Hicks assumiu o posto de roteirista com Peter Wartman como artista.
| Título           | Data                   | História                                                 | Roteiro          | Arte          | Cor       | Notas         |
| ---------------- | ---------------------- | -------------------------------------------------------- | ---------------- | ------------- | --------- | ------------- |
| The Promise      | 26 de janeiro de 2012  | Michael Dante DiMartino Bryan Konietzko Gene Luen Yang   | Gene Luen Yang   | Gurihiru      | Gurihiru  | [ 4 ]         |
| The Promise      | 30 de maio de 2012     | Michael Dante DiMartino Bryan Konietzko Gene Luen Yang   | Gene Luen Yang   | Gurihiru      | Gurihiru  | [ 5 ]         |
| The Promise      | 26 de setembro de 2012 | Michael Dante DiMartino Bryan Konietzko Gene Luen Yang   | Gene Luen Yang   | Gurihiru      | Gurihiru  | [ 6 ]         |
| The Search       | 20 de março de 2013    | Michael Dante DiMartino Bryan Konietzko Gene Luen Yang   | Gene Luen Yang   | Gurihiru      | Gurihiru  | [ 7 ]         |
| The Search       | 10 de julho de 2013    | Michael Dante DiMartino Bryan Konietzko Gene Luen Yang   | Gene Luen Yang   | Gurihiru      | Gurihiru  | [ 8 ]         |
| The Search       | 30 de outubro de 2013  | Michael Dante DiMartino Bryan Konietzko Gene Luen Yang   | Gene Luen Yang   | Gurihiru      | Gurihiru  | [ 9 ]         |
| The Rift         | 5 de março de 2014     | Michael Dante DiMartino Bryan Konietzko Gene Luen Yang   | Gene Luen Yang   | Gurihiru      | Gurihiru  | [ 10 ] [ 11 ] |
| The Rift         | 16 de julho de 2014    | Michael Dante DiMartino Bryan Konietzko Gene Luen Yang   | Gene Luen Yang   | Gurihiru      | Gurihiru  | [ 12 ]        |
| The Rift         | 18 de novembro de 2014 | Michael Dante DiMartino Bryan Konietzko Gene Luen Yang   | Gene Luen Yang   | Gurihiru      | Gurihiru  | [ 13 ]        |
| Smoke and Shadow | 6 de outubro de 2015   | Michael Dante DiMartino Bryan Konietzko Gene Luen Yang   | Gene Luen Yang   | Gurihiru      | Gurihiru  | [ 14 ]        |
| Smoke and Shadow | 29 de dezembro de 2015 | Michael Dante DiMartino Bryan Konietzko Gene Luen Yang   | Gene Luen Yang   | Gurihiru      | Gurihiru  | [ 15 ]        |
| Smoke and Shadow | 12 de abril de 2016    | Michael Dante DiMartino Bryan Konietzko Gene Luen Yang   | Gene Luen Yang   | Gurihiru      | Gurihiru  | [ 16 ]        |
| North and South  | 28 de setembro de 2016 | Michael Dante DiMartino Bryan Konietzko Gene Luen Yang   | Gene Luen Yang   | Gurihiru      | Gurihiru  | [ 17 ]        |
| North and South  | 25 de janeiro de 2017  | Michael Dante DiMartino Bryan Konietzko Gene Luen Yang   | Gene Luen Yang   | Gurihiru      | Gurihiru  | [ 18 ]        |
| North and South  | 26 de abril de 2017    | Michael Dante DiMartino Bryan Konietzko Gene Luen Yang   | Gene Luen Yang   | Gurihiru      | Gurihiru  | [ 19 ] [ 20 ] |
| Imbalance        | 19 de dezembro de 2018 | Michael Dante DiMartino Bryan Konietzko Faith Erin Hicks | Faith Erin Hicks | Peter Wartman | Ryan Hill | [ 21 ]        |
| Imbalance        | 14 de maio de 2019     | Michael Dante DiMartino Bryan Konietzko Faith Erin Hicks | Faith Erin Hicks | Peter Wartman | Ryan Hill | [ 22 ]        |
| Imbalance        | 1º de outubro de 2019  | Michael Dante DiMartino Bryan Konietzko Faith Erin Hicks | Faith Erin Hicks | Peter Wartman | Ryan Hill | [ 23 ]        |

## One-shots
Além das histórias curtas e trilogias em quadrinhos, a Dark Horse também lançou histórias de edições únicas em formato encadernado, todas roteirizadas por Faith Erin Hicks.
| Título                               | Data                  | História         | Arte          | Cores        | Notas  |
| ------------------------------------ | --------------------- | ---------------- | ------------- | ------------ | ------ |
| Katara and the Pirate's Silver       | 13 de outubro de 2020 | Faith Erin Hicks | Peter Wartman | Adele Matera | [ 25 ] |
| Toph Beifong's Metalbending Academy  | 27 de janeiro de 2021 | Faith Erin Hicks | Peter Wartman | Adele Matera | [ 26 ] |
| Suki, Alone                          | 27 de julho de 2021   | Faith Erin Hicks | Peter Wartman | Adele Matera | [ 27 ] |
| Azula in the Spirit Temple           | 31 de outubro de 2023 | Faith Erin Hicks | Peter Wartman | Adele Matera | [ 28 ] |
| The Bounty Hunter and the Tea Brewer | 21 de agosto de 2024  | Faith Erin Hicks | Peter Wartman | Adele Matera | [ 29 ] |